# Providerprivileg
Das Providerprivileg ist ein Begriff aus dem Online-Recht, bezeichnet aber eigentlich ein etwas grundlegenderes Konzept, nämlich dass der Überbringer (Bote, Provider) inhaltlich nicht für das Überbrachte (die Nachricht) einstehen muss, die er übermittelt, aber nicht selbst erstellt.
Es ist derzeit in Deutschland als § 7 (2) und §§ 8 bis 10 TMG geregelt.

## Haftung über die Inhalte
In der Vergangenheit juristisch umstritten war die Haftung der Internetdienstanbieter für rechtswidrige Inhalte auf Internetseiten, die von ihnen betrieben oder technisch betreut wurden. Die Frage der Verantwortlichkeit ist mittlerweile in Deutschland durch das Telemediengesetz – TMG (§§ 7 ff. TMG) geklärt, das das Teledienstegesetz – TDG (§ 8 TDG) und den Mediendienstestaatsvertrag – MDStV (§ 6 MDStV) im Jahr 2007 abgelöst hat.
Dass es in Deutschland zwei Regelwerke gab, ist auf den Streit zwischen Bund und Ländern bezüglich der rechtlichen Zuständigkeit für das Internet zurückzuführen, was zu einem Kompromiss geführt hatte, der im Einzelfall nicht immer eine eindeutige Zuweisung ermöglichte. Als Faustformel lässt sich festhalten: Handelte es sich um ein dienstorientiertes Angebot (z. B. Online-Banking) oder den Handel mit Waren und Dienstleistungen (E-Commerce), war es ein Teledienst (Bundeszuständigkeit). War der Schwerpunkt redaktioneller Natur (z. B. Online-Zeitschriften), galt der Staatsvertrag der Länder.
Beide Regelwerke sahen für die Verantwortlichkeit von Internetdienstanbietern eine Unterscheidung nach ihrer jeweiligen Funktion vor, die auch in das Telemediengesetz übernommen wurde. Der Content-Provider ist nach den allgemeinen Gesetzen für die von ihm zu verantwortenden Inhalte voll verantwortlich, insoweit ergeben sich keine Unterschiede zu Offline-Medien. Der Hosting-Provider muss sich für die von ihm für einen anderen bereitgestellten fremden Inhalte (jedenfalls auf Unterlassung, sonst vgl. die Ausschlussregelung in § 7 Abs. 2 TMG) verantworten, wenn er von ihrer Rechtswidrigkeit Kenntnis hat oder nach den von der Rechtsprechung entwickelten Grundsätzen der sogenannten Prüfpflicht von ihrer Rechtswidrigkeit hätte Kenntnis haben müssen. Hat er keine Kenntnis, bzw. hat er unverzüglich die Entfernung des Inhalts veranlasst, nachdem er davon Kenntnis erhalten hat, haftet er nicht. Der Internetanbieter vermittelt lediglich den technischen Zugang und ist damit grundsätzlich nicht verantwortlich, wobei hinsichtlich von Unterlassungsansprüchen die Rechtsprechung noch keine abschließende Klärung getroffen hat und solche nach den Grundsätzen der Prüfpflicht in Betracht kommen. Eine Ausnahme sehen die Regelwerke gleichwohl vor, nämlich wenn der Internetdienstanbieter die Durchleitung und Vermittlung der rechtswidrigen Inhalte selbst veranlasst hat bzw. mit dem Versender der rechtswidrigen Inhalte zusammenarbeitet.

## Der erste deutsche Präzedenzfall
In der Mitte der 1990er Jahre wurde der damalige Geschäftsführer des Onlinedienstes CompuServe Deutschland angezeigt, unter anderem an der – strafbaren – Verbreitung pornographischer Darstellungen beteiligt zu sein. Es handelte sich um eine typische Stellvertreteranzeige, die eigentlich nicht gegen die Person, sondern gegen die Firma gerichtet war. Ziel dieser Anzeige war es, wahlweise den Onlinedienst komplett zu schließen oder aber die Weitergabe bestimmter Teile des Usenet nach Deutschland zu verhindern, und zwar aller Bereiche, die sich im weitesten Sinn mit Bildern oder Texten zu Nacktheit, sexuellen Praktiken und Vorlieben, Pornographie, Prostitution und ähnlichem befassten, deren Verbreitung strafbar oder durch verschiedene rechtliche Regelung beschränkt war und ist.
Diese Anzeige führte zu mehreren öffentlichen Kampagnen, meist zugunsten des Beschuldigten, und zur Online-Magna-Charta-Bewegung sowie zu deren massenhafter Unterzeichnung durch Netizens. Das Verfahren endete mit der Feststellung des Providerprivilegs durch ein deutsches Gericht und stellte im Ergebnis CompuServe und seinen Geschäftsführer von der Verpflichtung frei, Inhalte der übermittelten Newsgroups zu prüfen und je nach Ergebnis möglicherweise eine Übermittlung einzelner Nachrichten oder Nachrichtenteile zu unterbinden.